# Звено (военизированная организация)
Звено (болг. Звено) ― болгарская военная и политическая организация, основанная в 1927 году группой офицеров болгарской армии. Имело своё печатное издание под тем же самым названием.

## История
Политический кружок «Звено» был создан в июне 1927 года группой общественных и политических деятелей, в основном из правящей партии «Демократический сговор», но также некоторых радикалов, демократов и широких социалистов. Изначально «Звено» создавалось как беспартийная организация, целью которой является консолидация разрозненных политических партий в стране. 28 июня 1930 года «Звено» опубликовало свое программное заявление, положившее начало её преобразованию в политическую организацию. В нём оно критиковало общественно-политическую систему в стране и предлагало её радикальное реформирование по фашистской модели. Организация не стремилась к массовости и в период наибольшего роста в 1934 году достигла около 3 тысяч членов.
Члены «Звена» не были фашистами, но вместе с тем выступали за установление этатистской и корпоративистской экономики. Они же боролись против террористов из Внутренней македонской революционной организации (ВМРО), и выступали против македонского освободительного движения. «Звено» было также тесно связано с так называемой «Военной лигой», стоявшей за государственным переворотом 1923 года и ответственной за убийство премьер-министра Александра Стамболийского.
В 1934 году офицеры из «Звена», такие как полковник Дамян Велчев и полковник Кимон Георгиев, захватили власть в стране и установили авторитарный режим. Георгиев стал премьер-министром. Они распустили все партии и профсоюзы и открыто напали на ВМРО. Их правительство ввело корпоративистскую экономику, похожую на ту, что была в Италии периода Бенито Муссолини. При этом во внешней политике оно скорее ориентировалось на западные демократии и установили дипломатические отношения с СССР. После участия в болгарском государственном перевороте 1934 года сторонники «Звена» заявили о своём намерении немедленно заключить союз с Францией и стремиться к объединению Болгарии в составе Югославии. «Звено» также поддерживало аннексию Албании к Югославии. Царь Борис III, противник «Звена», организовал очередной переворот посредством генерала Пенчо Златева (монархиста по убеждениям и также члена «Звена»), который стал премьер-министром в январе 1935 года. В апреле 1935 года его сменил Андрей Тошев, тоже бывший монархистом. 
В 1943 году члены «Звена» присоединились к движению Сопротивления, Отечественному фронту. В сентябре 1944 года члены Отечественного фронта совершили переворот, сопровождавшийся восстанием, возглавляемым Болгарской коммунистической партией. Кимон Георгиев стал премьер-министром и Дамян Велчев ― министром обороны. 28 октября 1944 года им удалось подписать соглашения о прекращении огня с СССР.
В 1946 году Велчев подал в отставку в знак протеста против действий коммунистов, в то время как Георгиева сменил лидер коммунистов Георгий Димитров, после чего Болгария стала народной республикой. Георгиев оставался в правительстве до 1962 года, но «Звено» перестало существовать как автономная организация в 1949 году. Она оставалась в рамках Отечественного фронта, но к тому моменту стала марионеточной организацией.